# تپه مراد ویسی
تپه مراد ویسی مربوط به عصر مس - عصر برنز - عصر آهن است و در شهرستان دلفان، بخش کاکاوند، روستای چمن بوله واقع شده و این اثر در تاریخ ۲۳ شهریور ۱۳۸۲ با شمارهٔ ثبت ۱۰۰۱۴ به‌عنوان یکی از آثار ملی ایران به ثبت رسیده است.